# Le Roi du Mississippi
Le Roi du Mississippi est une histoire en bande dessinée de Keno Don Rosa. Elle est le deuxième épisode de la Jeunesse de Picsou. Elle met en scène Balthazar Picsou et son oncle John McPicsou ; le héros y rencontre pour la première fois dans la chronologie de la Jeunesse les Rapetou et l'inventeur Grégoire Trouvetou, dont Géo Trouvetou est le descendant.

## Synopsis
En 1880, Balthazar Picsou a quitté l'Écosse pour l'Amérique. Il part à la recherche de son oncle John McPicsou, frère de Fergus et venu aux États-Unis pour essayer de faire fortune. C'est lors du 6e Derby annuel du Kentucky que Balthazar va rencontrer son oncle au Poker Saloon.
Par la suite, l'histoire conduit Balthazar à la découverte du Drennan Whyte, le bateau qui transportait John en tant que mousse durant sa jeunesse et qui transportait 100 000 $ en lingots d'or qui sombra dans le Mississippi. Une course entre Picsou, son oncle John et  Grégoire Trouvetou, contre l'escroc Oscar Porcin qui s'est allié avec les ancêtres des  Rapetou va avoir lieu pour retrouver le bateau disparu.

## Fiche technique
- Histoire n°D 91411.
- Éditeur : Egmont[1].
- Titre de la première publication : Mississippi et Mississippi-flodens konge en 1997 (danois).
- Titre en anglais : The Master of the Mississippi.
- Titre en français : Le Roi du Mississippi.
- 28 planches.
- Auteur et dessinateur : Keno Don Rosa.
- Premières publications : Anders And & Co no 1992-43, Danemark, 10 août 1992.
- Première publication aux États-Unis : Uncle Scrooge no 286, juin 1994.
- Première publication en France : Picsou Magazine no 268, mai 1994.